# 경산버스
경산버스는 경상북도 경산시의 시내버스 기업이며,본사는 경상북도 경산시 압량읍 원효로 606 (당리리)에 있다.

## 연혁
- 1979년: 설립.
- 1988년 12월 7일: 경산버스자동차 주식회사 상호변경
- 1992년: 재해 없는 일터 만들기 서명[3]
- 2003년: 천연가스버스 첫 도입
- 2006년: 저상버스 첫 도입
- 2020년: 시외부를 "인터시티경산"으로 분사
- 2023년: 전기버스 첫 도입

## 운행 노선

### 간선버스
- ● 100번: 유곡동 대구한의대학교 삼성캠퍼스 ~ 사동(소라아파트) ~ 만촌네거리 → 황금네거리 → 대구광역시 수성구 범어동 범어역 2호선
- ● 100-1번: 백천동(삼도뷰엔빌) ~ 경산오거리 ~ 중산지구 ~ 만촌네거리 → 대구광역시 수성구 범어동 범어역 2호선 → 황금네거리 (7대)
- ● 109번: 유곡동 대구한의대학교 오성캠퍼스 ~ 삼성캠퍼스 ∼ 계양동 ∼ 경산시청 ∼ 임당역 ∼ 영남대학교 ∼ 신대리 ∼ 가일리 ∼ 가야삼거리 ∼ 일언리 ∼ 자인면 단북리 대경대학교 (7대)
- ● 399번: 자인면 동부리 자인정류장 ~ 경산시민회관 ~ 경산시장 ~ 효목네거리 ~ 귀빈예식장, 대귀광역시 중구 신천동 동대구복합환승센터 (12대)
- ● 509번: 대구광역시 남구 대명동 영남대학교동문/경상북도 경산시 사동(소라아파트) ~ 경산터미널 ~ 수성구청 ~ 대봉교 ~ 반고개 ~ 대구광역시 달성군 다사읍 방천리 방천리공영차고지 (6대, 삼천리버스, 경상버스와 공동배차)
- ● 809번: 백천동 ~ 정평역 ~ 영남대 ~ 경일대종점 ~ 하양청구2차아파트~용천리
- ● 894번: 하양읍 부호리 경일대학교 ~ 대구대학교 ~ 영남대학교 ~ 경산터미널 ~ 경산시장 ~ 사월역 ~ 범물동 (12대/저상 2대, 경상버스, 한일운수과 공동배차)
- ● 912번[4]: 대경대학교 ~ 중산지구 ~ 진량공단 ~ 대경대학교
- ● 913번[4]: 자인정류장 ~ 무학지구 ~ 지식산업단지 ~ 자인정류장
- ● 918번: 진량읍 봉회리 삼주봉황아파트 ~ 영남대 ~ 경산시장 ~ 백천동 ~ 사동2지구 ~ 유곡동 대구한의대학교 삼성캠퍼스 (저상 1대)
- ● 949번[5]: 경산시 유곡동 ~ 경산중앙병원후문 ~ 옥곡초등학교 ~ 옥산청구아파트 ~ 월드컵충전소 ~ 대구스타디움 ~ 수성알파시티 ~ 연호역 ~ 대륜중고등학교 ~ 구. 남부정류장 ~ 만촌2동 구 939번 대구 경북 경산 시내버스 분리 신설 받고 939번 대구 경북 공동배차 중단 받았고 철수 파기 되었다.
- ● 989번[4]: 대구한의대학교 ~ 임당 ~ 대구대학교 ~ 자인 ~ 대구한의대학교
- ● 990번: 자인면 단북리 대경대학교, 자인정류장 ~ 경산시장 ~ 대구광역시 중구 대신동 서문시장 (10대)
- ● 991번: 유곡동 대구한의대학교 삼성캠퍼스 ~ 한국조폐공사 경산조폐창 ~ 영남대학교동문 ~ 신대지구 ~ 영남대역 ~ 정평초교 ~ 사월역 ~ 대구광역시 중구 대신동 서문시장 (3대)
- ● 999번[4]: 대구한의대학교 ~ 신대 ~ 경산역 ~ 사동 ~ 대구한의대학교

### 지선버스
- ● 압량1번: 압량읍 가일리 ~ 자인면 신관리
- ● 남산1번: 남산면 상대리 상대온천 ~ 경산시장 ~ 옥산동 옥산2지구
- ● 남산2번: 경산시 남산면 산양리, 청도군 금천면 갈지리 갈고개, 동곡리 ~ 경산시 자인면 동부리 자인정류장(일부 시간대 정평역까지 연장운행)
- ● 용성1번: 용성면 송림리(용성면) ~ 자인면 동부리 자인정류장(일부 시간대 정평역까지 연장운행)

### 순환버스
- ● 경산1번: 유곡동 대구한의대학교 삼성캠퍼스 ~ 대구한의대학교 삼성캠퍼스(시계 방향)
- ● 경산1-1번: 유곡동 대구한의대학교 삼성캠퍼스 ~ 대구한의대학교 삼성캠퍼스(반시계 방향)
- ● 경산2번: 유곡동 대구한의대학교 삼성캠퍼스 ~ 대구한의대학교 삼성캠퍼스(시계 방향)
- ● 경산2-1번: 유곡동 대구한의대학교 삼성캠퍼스 ~ 대구한의대학교 삼성캠퍼스(반시계 방향)
- ● 경산3번: 유곡동 대구한의대학교 삼성캠퍼스 ~ 압량읍 신대리 신대한신휴플러스

### 시외버스
- ● 가창(용계리) - 정대리 - 각북 - 풍각
- ● 경산 - 청도 - 풍각
- ● 동대구 - 경산 - 자인 - 동곡 - 대천 - 운문사 - 언양
- ● 경산 - 자인 - 용성 - 운문사
- ● 동대구 - 경산 - 청도 - 유천(상동역) - 밀양 - 남명리 - 얼음골 - 신복 - 울산

## 보유 차종

#### 자일대우버스
- 자일대우 레스타[6]
- 자일대우 NEW BS106

#### KGM커머셜
- KGM 스마트 110G
- KGM 스마트 110HG

#### 현대자동차
- 현대 뉴 카운티
- 현대 카운티 뉴 브리즈
- 현대 그린시티
- 현대 뉴 슈퍼 에어로시티
- 현대 저상 뉴 슈퍼 에어로시티
- 현대 일렉시티

## 교통카드 마찰
경산버스는 대구광역시와 오랫동안 교통카드와 관련하여 마찰을 겪었다. 경산시 시내버스 회사들 중 대화교통에서 대경교통카드를 먼저 수용한 반면 경산버스는 2002년에 대구광역시와 다른 신나리카드를 도입하여 문제를 일으켰고, 문제가 해결되지 않게 되자 2004년 8월 1일에 공동배차제를 파기했다. 공동배차제를 파기한 후 509번은 500번, 840/890 번은 800번이라는 노선으로 분리하여 운행하였다. 이로 인해 대구광역시는 물론 영남대학교 총학생회 및 경산 시민들의 반발이 거세게 일었다. 이 사건은 2005년 11월 7일에 타결되어 경산버스가 대경교통카드 도입에 전격 합의하고, 2005년 12월 11일에 공동배차제를 재개하는 동시에 대경교통카드 사용을 개시했다. 타결 이후 신나리카드의 사용을 중단하고 2012년에 단말기를 철거했으며 대경교통카드로 전환하여 현재의 탑패스 및 원패스에 이르고 있다.

## 갤러리

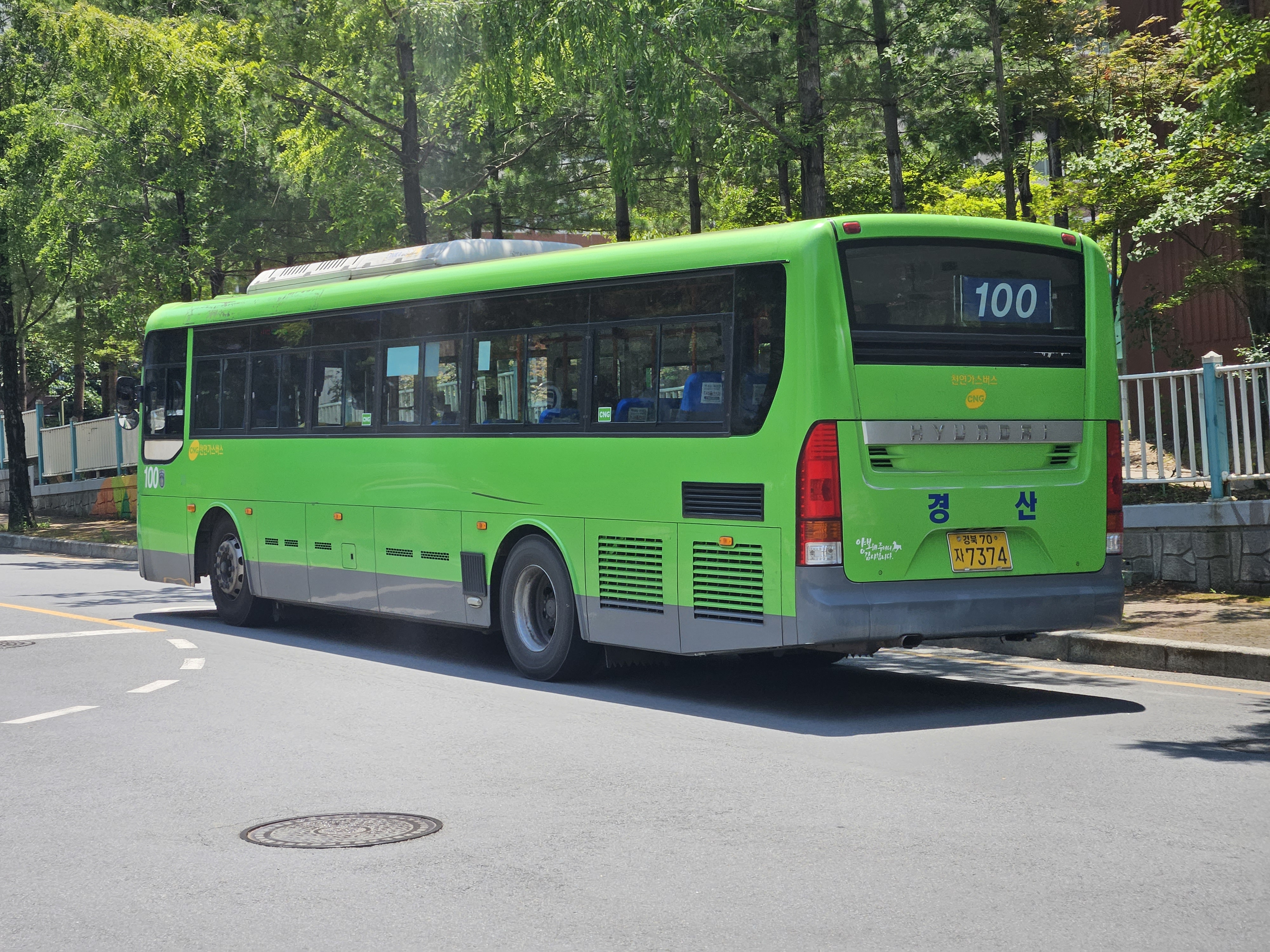
경산시내버스 100번
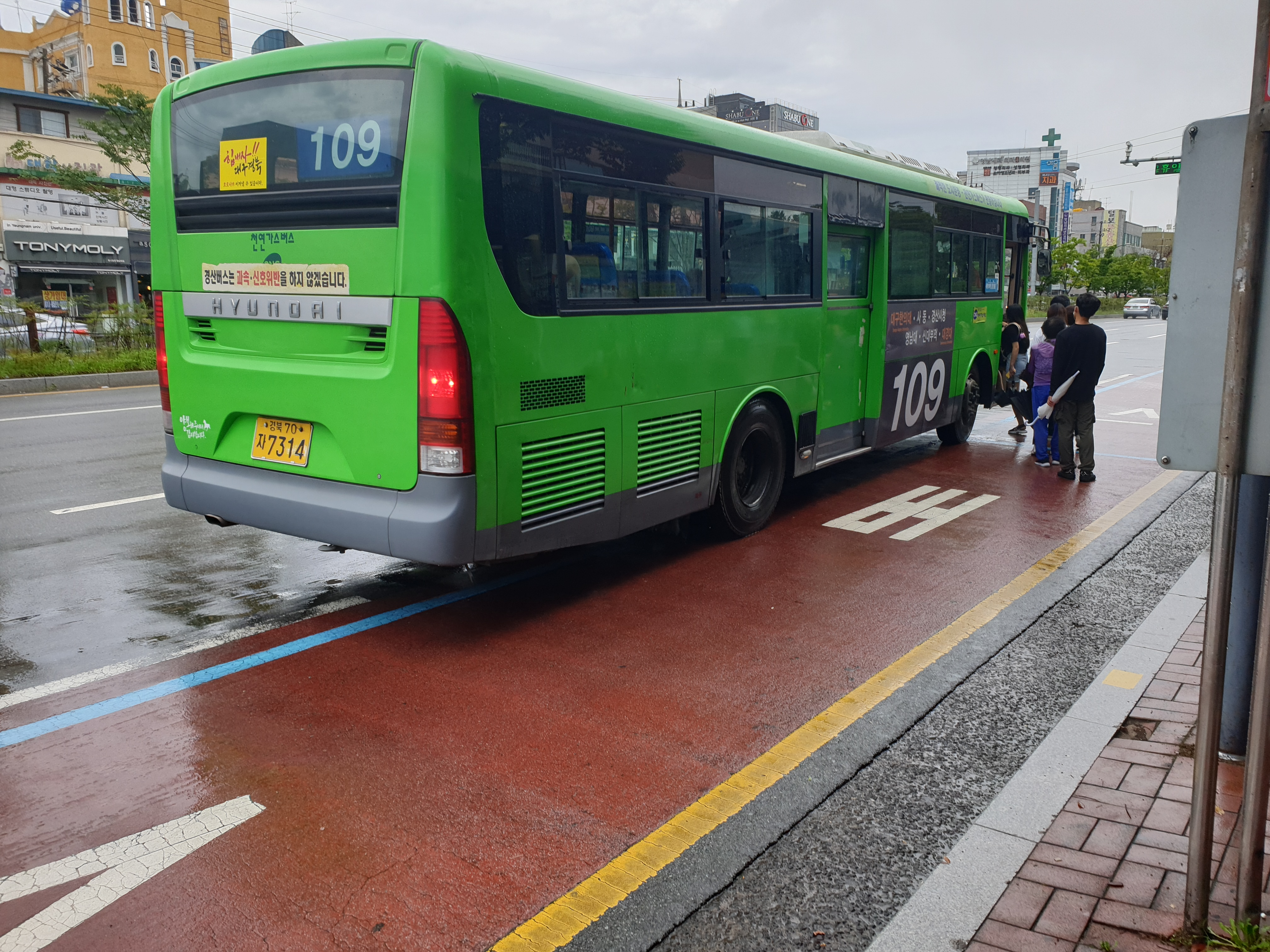
경산시내버스 109번
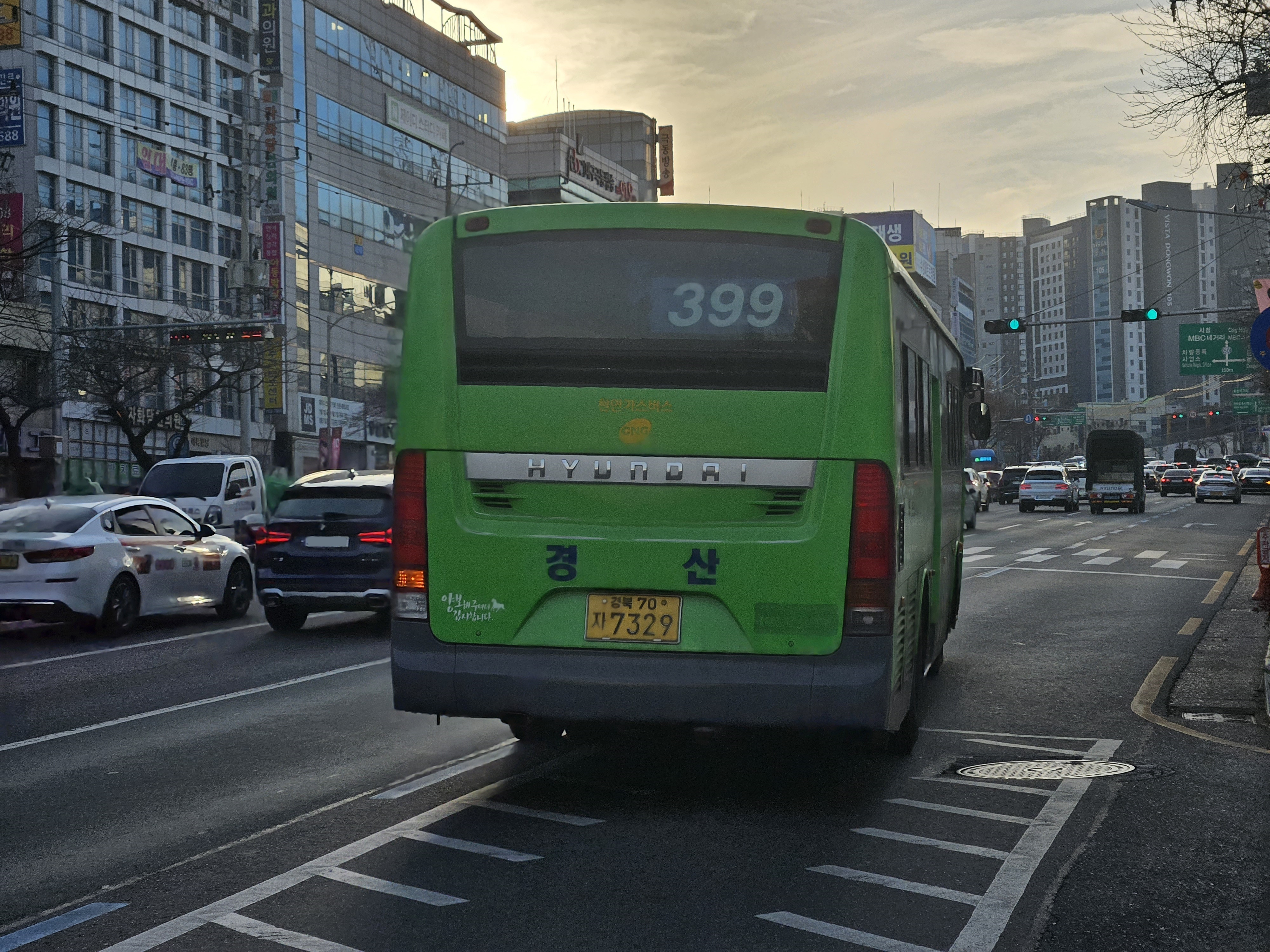
경산시내버스 399번
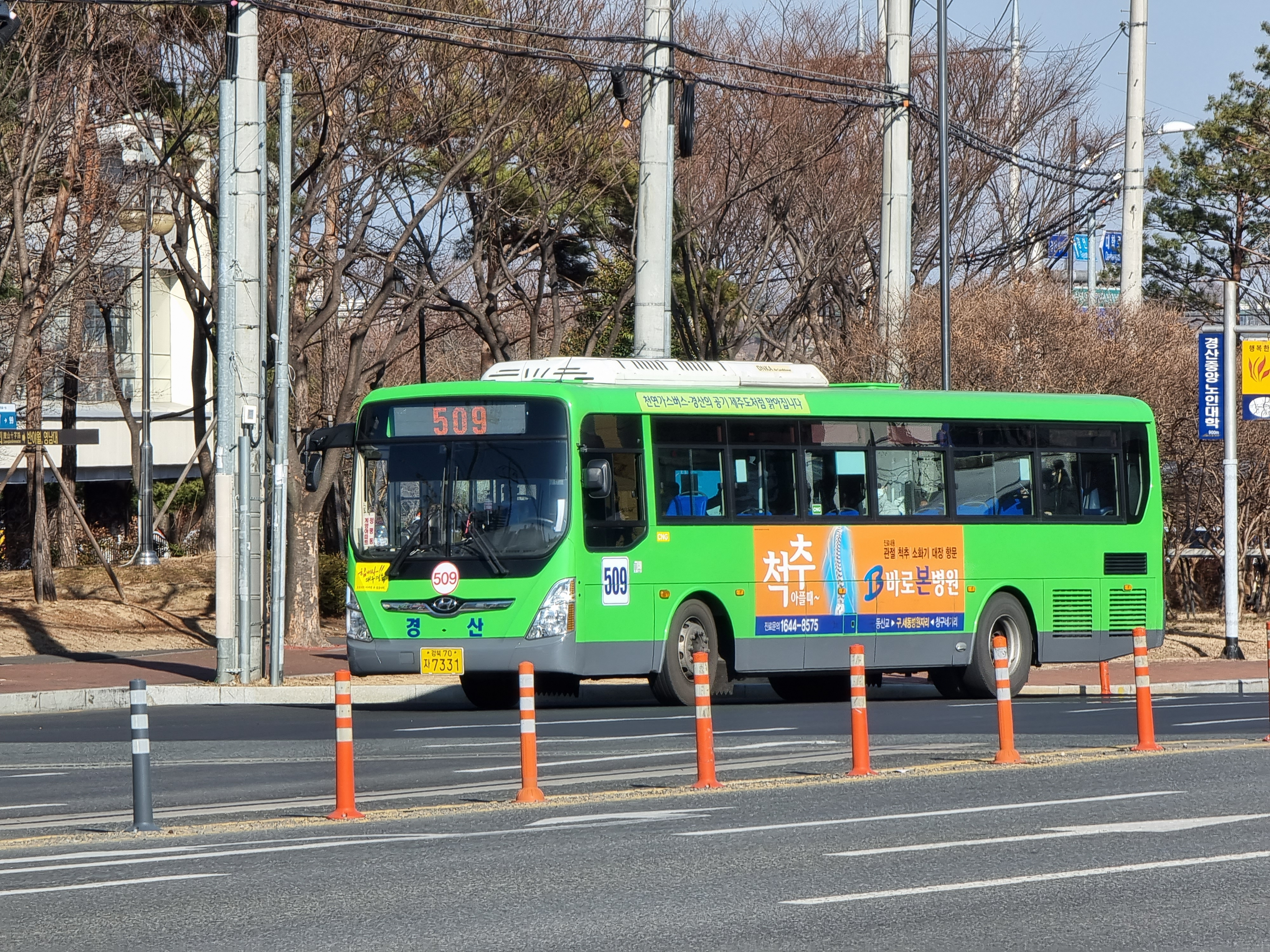
경산시내버스 509번 (대구시내버스 공동배차)
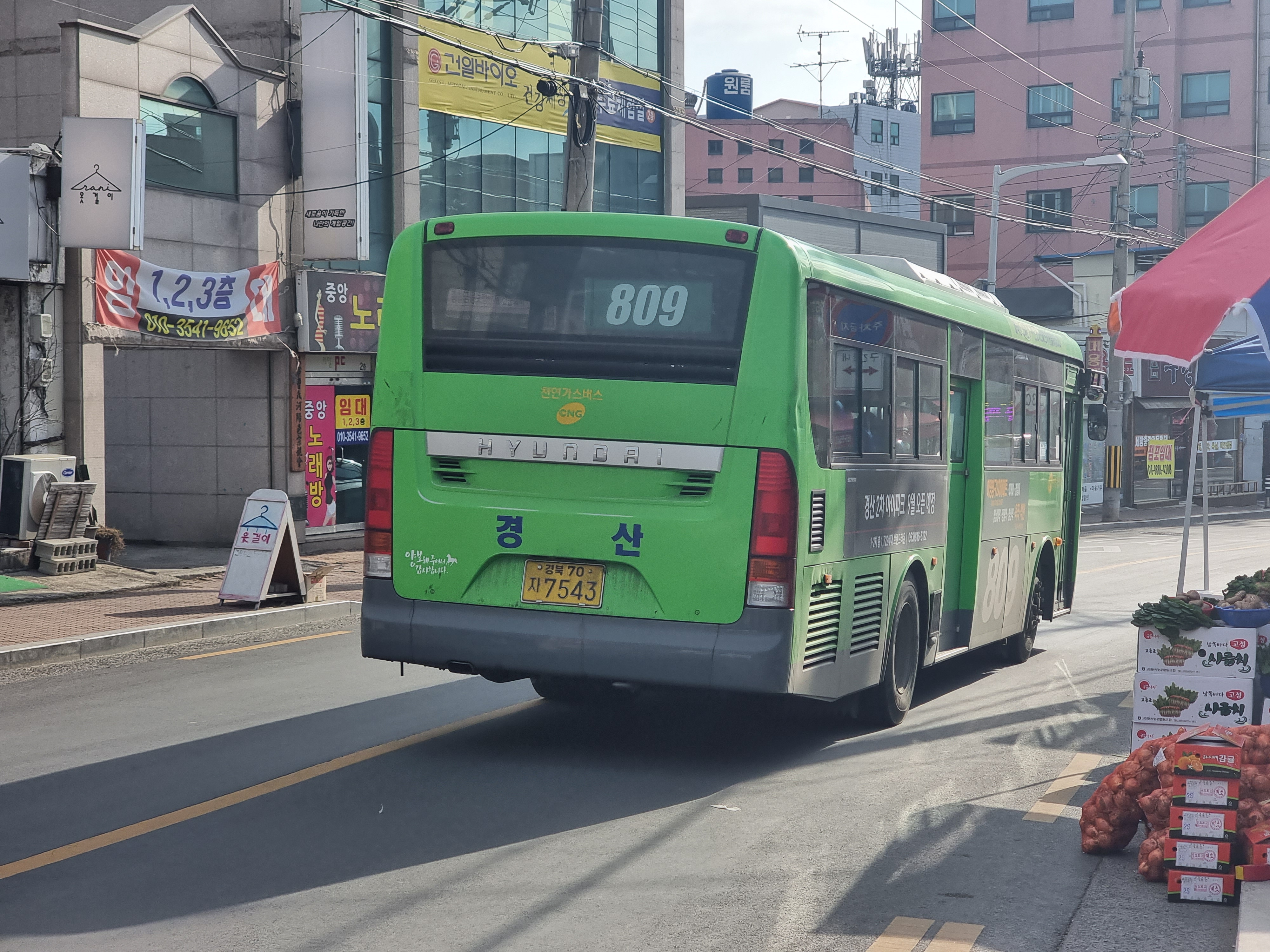
경산시내버스 809번
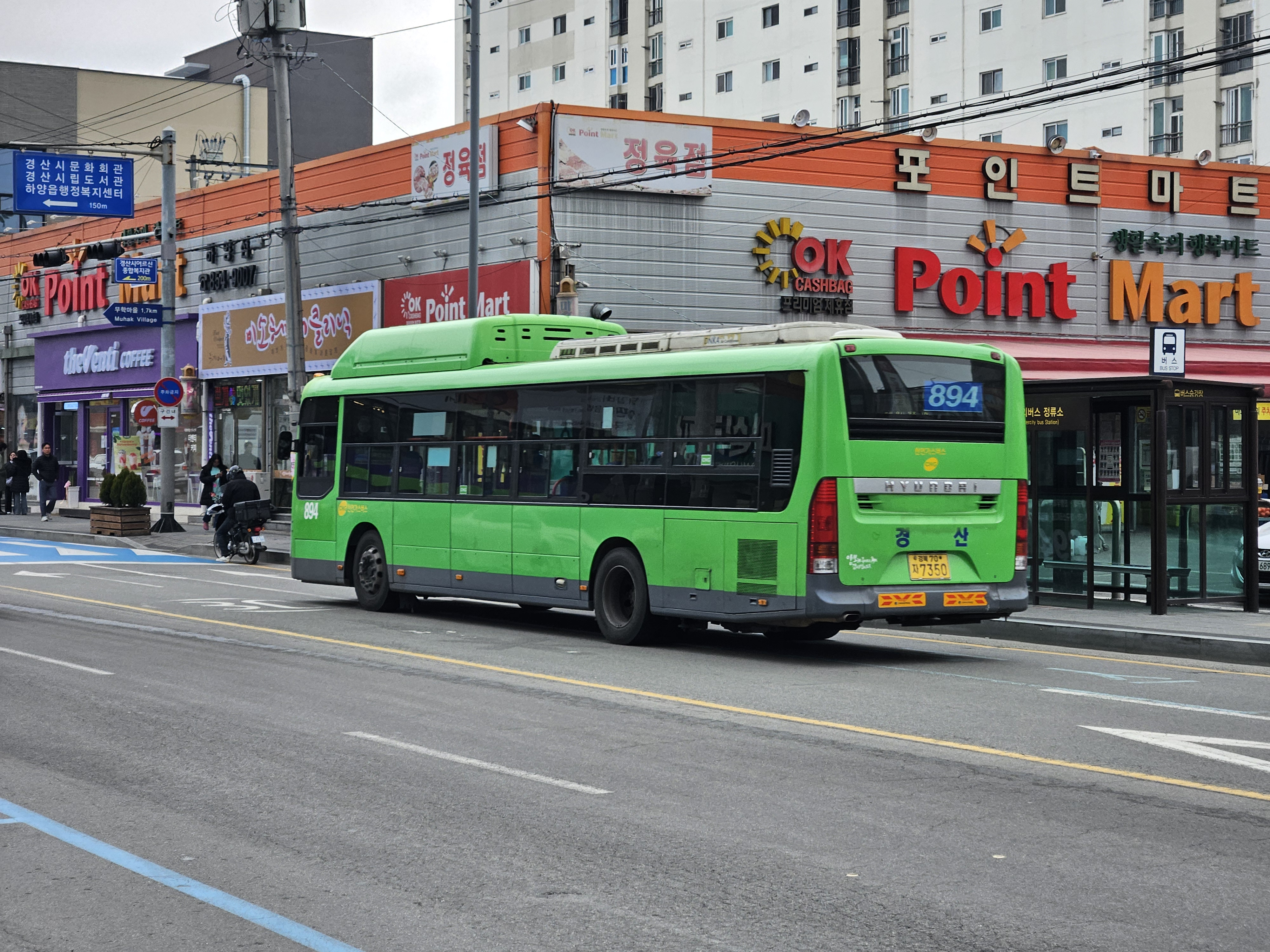
경산시내버스 894번 (대구시내버스 공동배차)
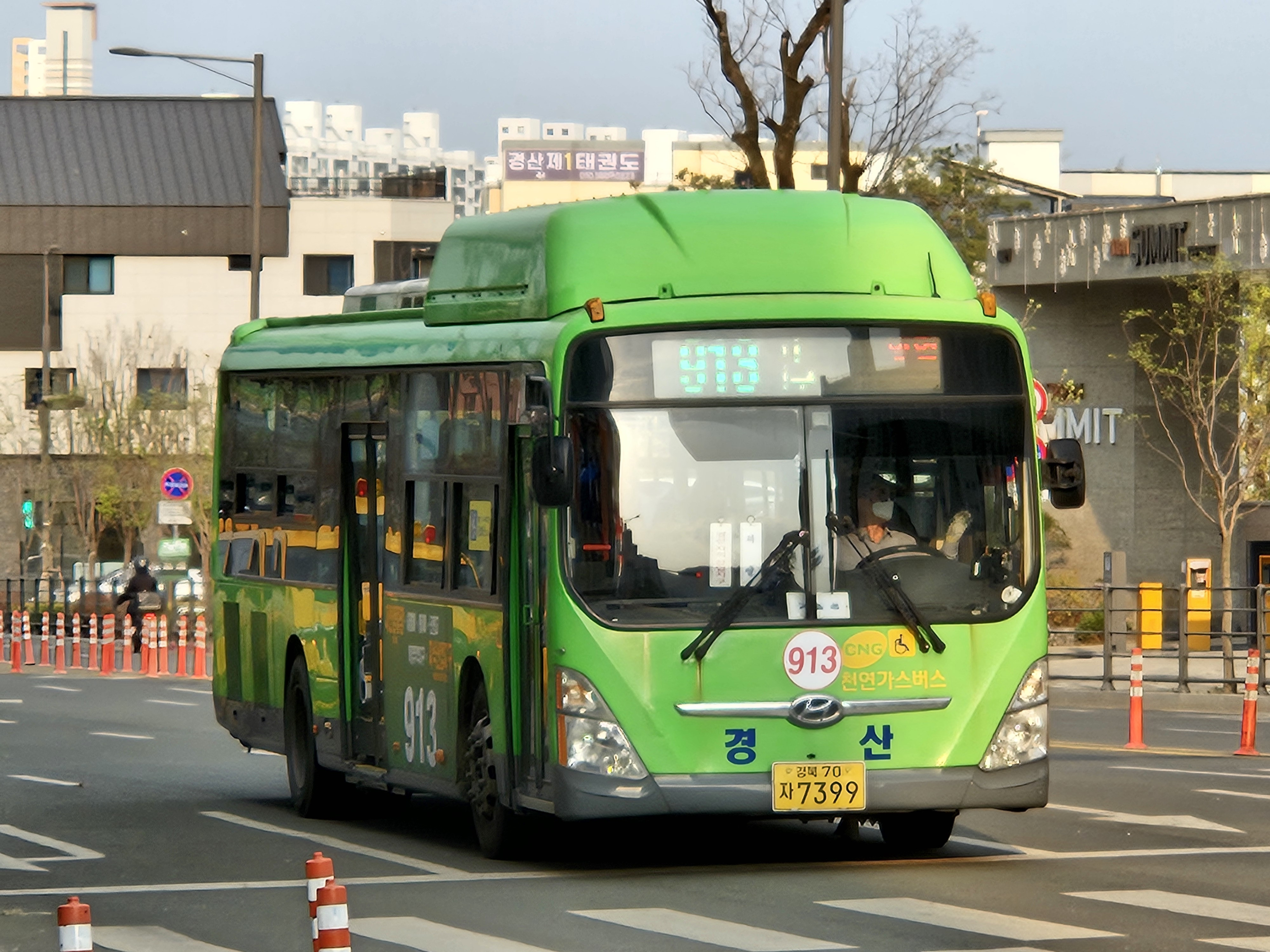
경산시내버스 913번
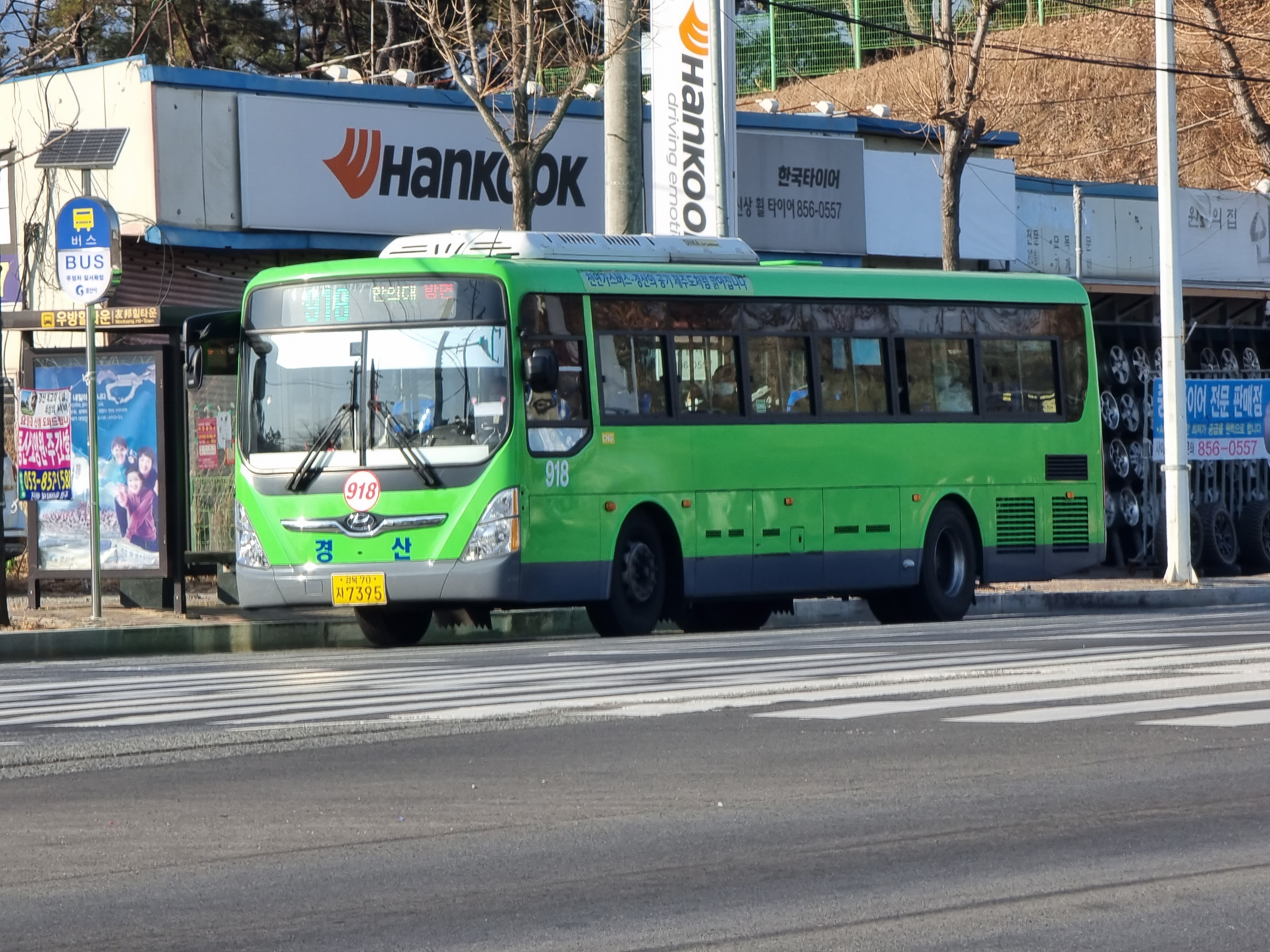
경산시내버스 918번
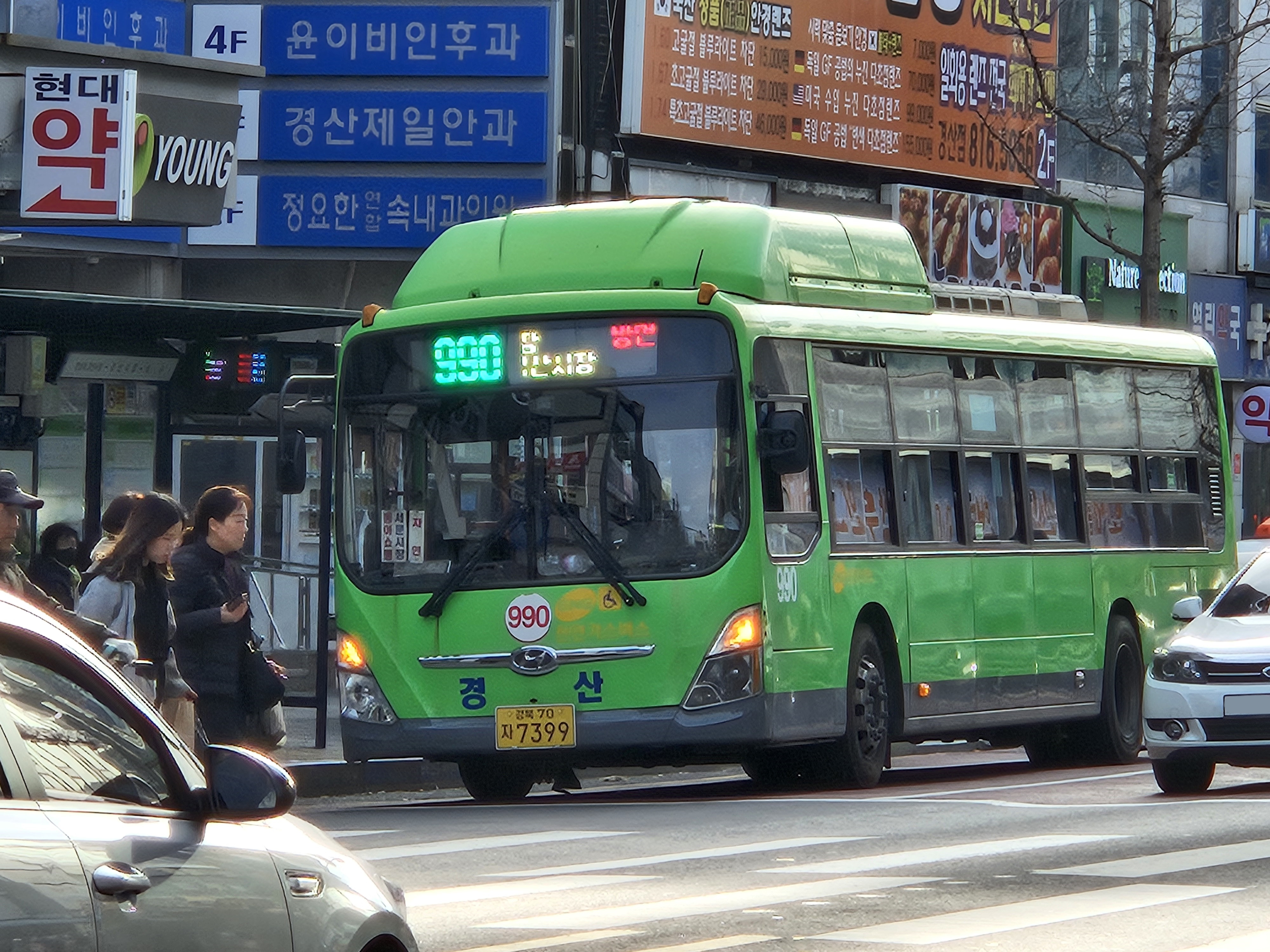
경산시내버스 990번
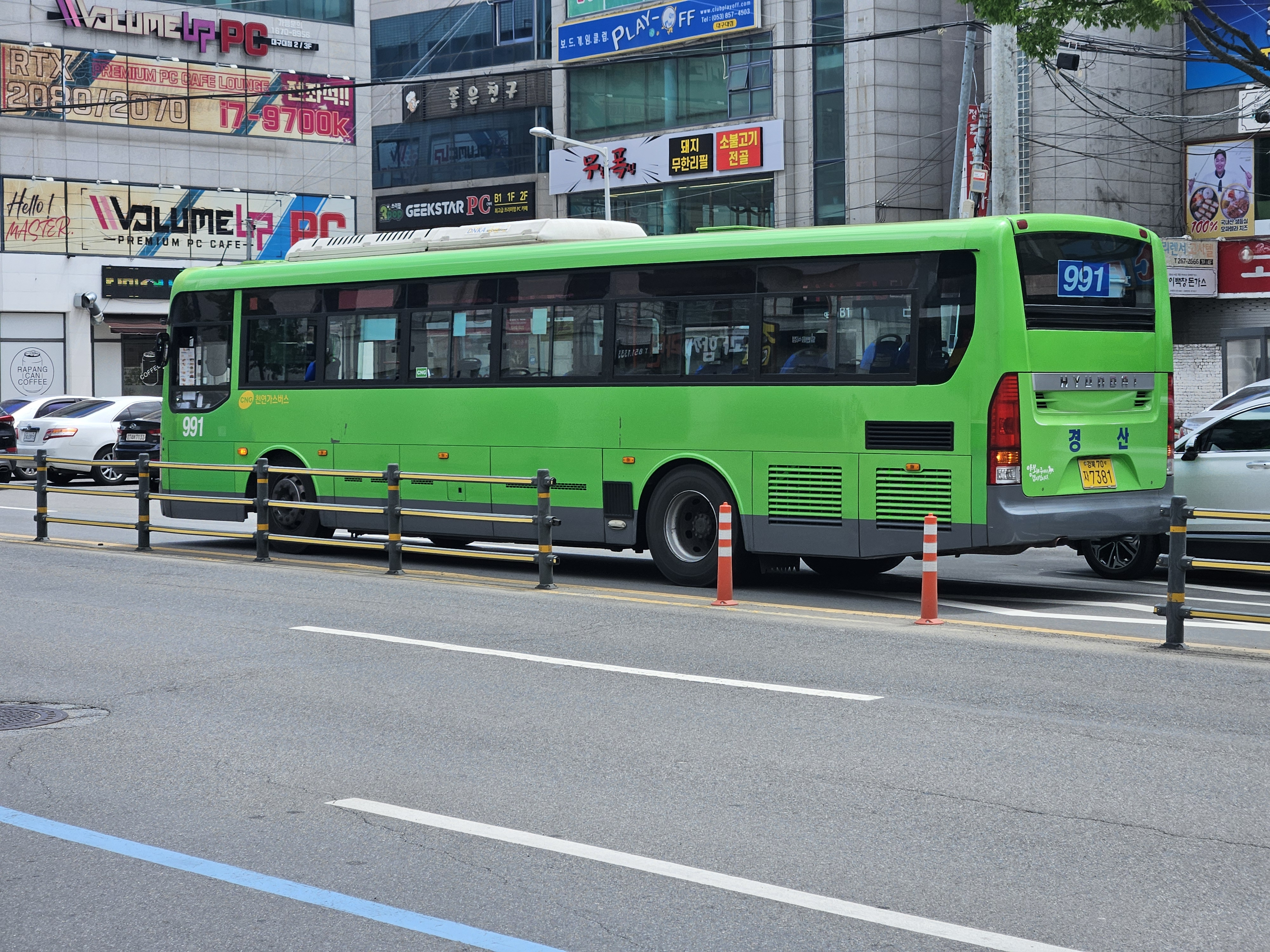
경산시내버스 991번
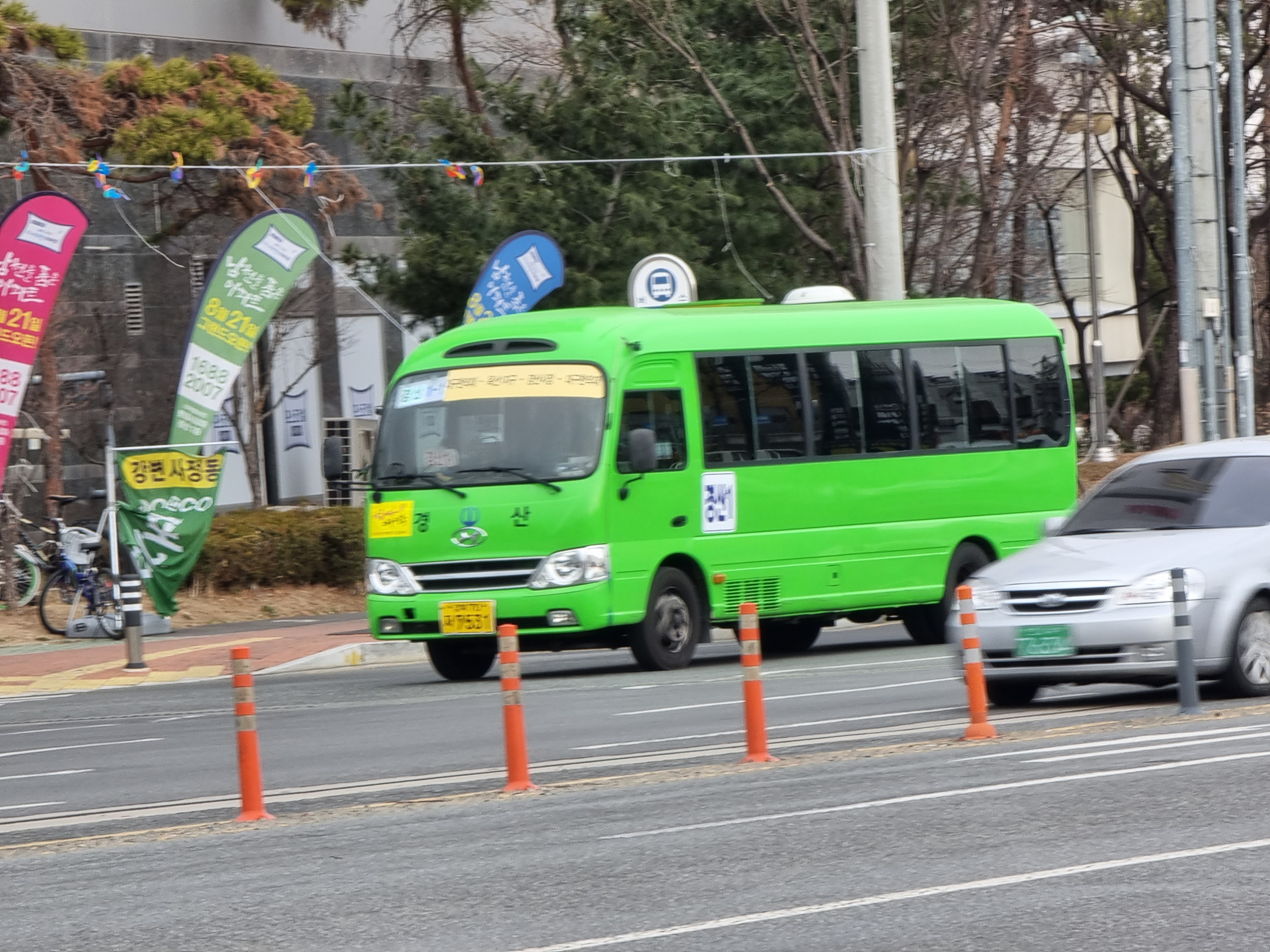
경산시내버스 경산1(-1)번
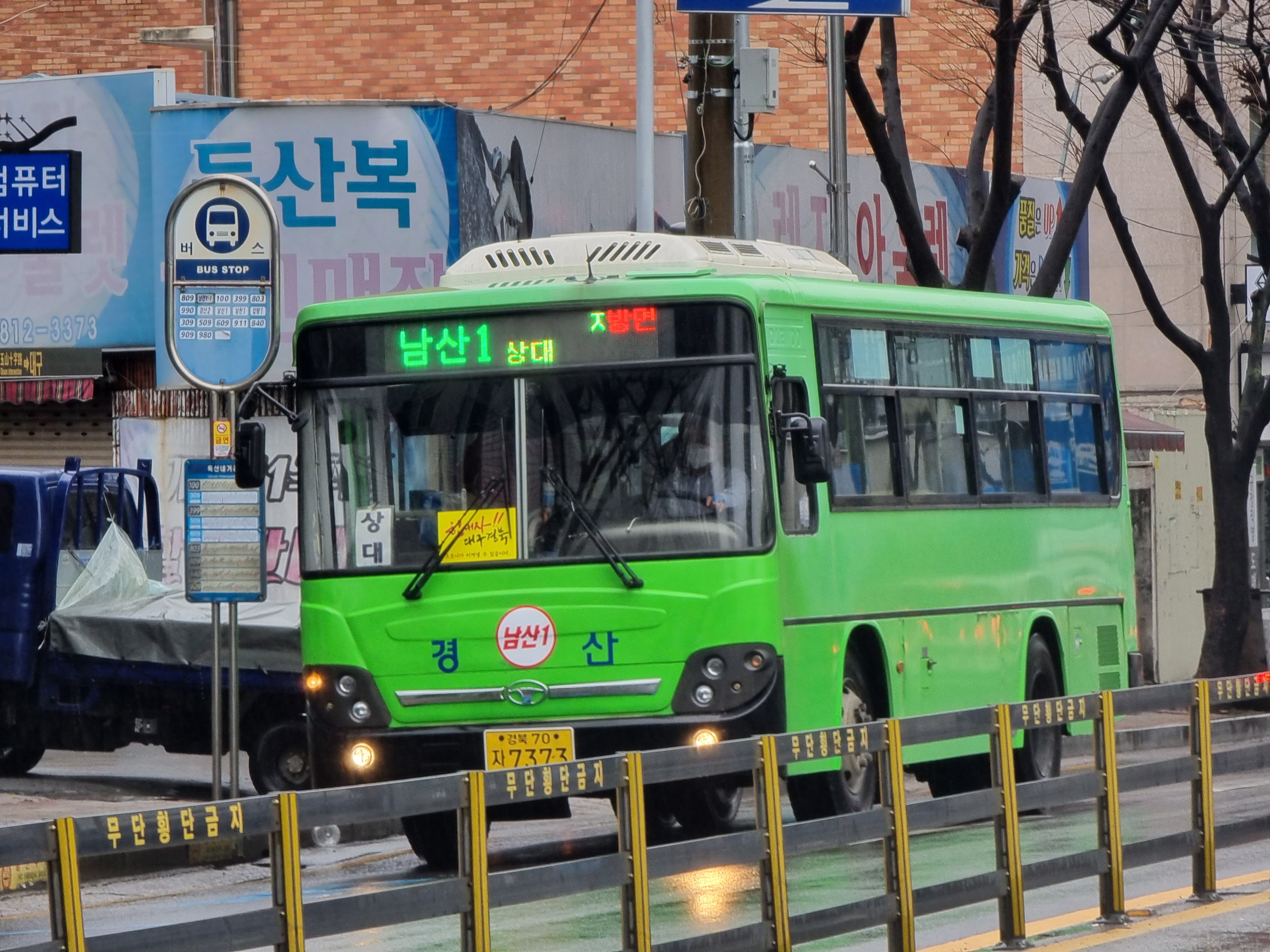
경산버스 남산1번
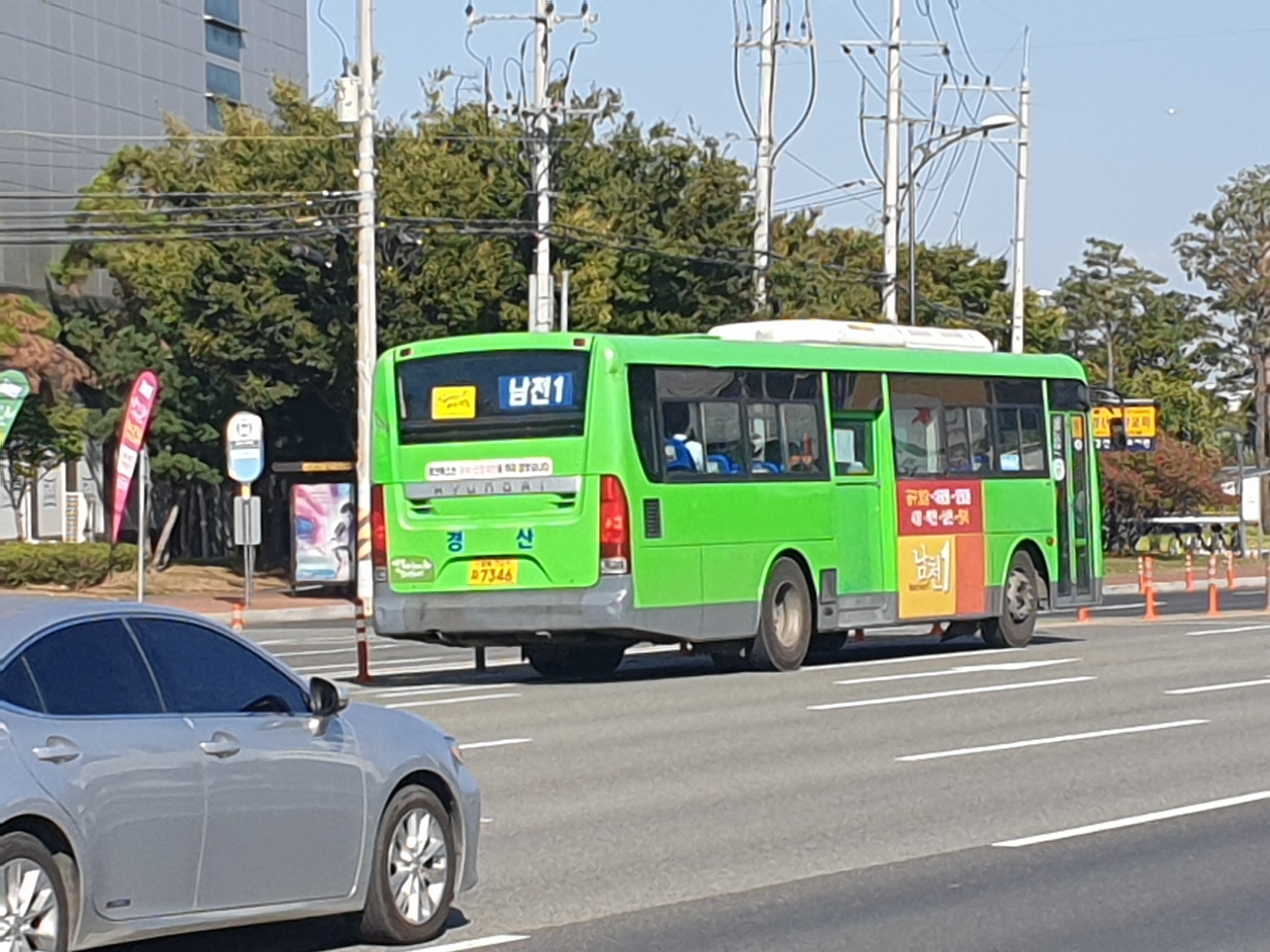
경산시내버스 남천1번